# Charis (police de caractères)
Pour les articles homonymes, voir Charis (homonymie).
Charis  est une police de caractères réale créée par SIL International basée sur Bitstream Charter. Elle est créée en 1997 et appelée SIL Charis. Elle est remplacée en 2006 par Charis SIL, qui est une police Unicode, TrueType, OpenType et Graphite.